# Костянтинівка (Житомирський район)
Костянти́нівка — село в Україні, у Житомирському районі Житомирської області. Входить до складу Романівської селищної громади. Населення становить 217 осіб.

## Історія
Німецька колонія Костянтинівка виникла у 19 сторіччі. У 1897 в ній мешкали 880 жителів. Лютеранський прихід Житомирський.
У 1906 році колонія Пулинської волості Житомирського повіту Волинської губернії. Відстань від повітового міста 35 верст, від волості 20. Дворів 121, мешканців 581. Поштова адреса — станція Рудня.
У 1910 році мешканців-німців було 575.
У 1923 році село Пулинської волості Пулинського району № 5 Житомирського округу Волинської Губернії. Дворів 249, мешканців 1175. Належало до В'юнківської сільської Ради разом із селами В'юнки (90 дворів, 475 мешканців) та Мазепинка (22 двори, 117 мешканців). Відстань до районного центру — села Пулини 22 верстви, до сільради у селі В'юнки 1,5 версти.
У 1925—54 роках — адміністративний центр Костянтинівської сільської ради Довбишського району.
Пізніше село Костянтинівка було в підпорядкуванні Прутівської сільської Ради Дзержинського району з центром в селі Прутівка разом із селами Білки, Жовтий Брід, Новопрутівка, Новохатки.

## Сучасність
В селі діє ЗОШ І-ІІІ ст.